# Gonioscelis punctipennis
Gonioscelis punctipennis là một loài ruồi trong họ Asilidae. Gonioscelis punctipennis được Engel miêu tả năm 1925. Loài này phân bố ở vùng nhiệt đới châu Phi.